# Pterostichus cacumensi
Pterostichus cacumensi är en skalbaggsart som beskrevs av Ball. Pterostichus cacumensi ingår i släktet Pterostichus och familjen jordlöpare. Inga underarter finns listade i Catalogue of Life.